# Ciptagelar

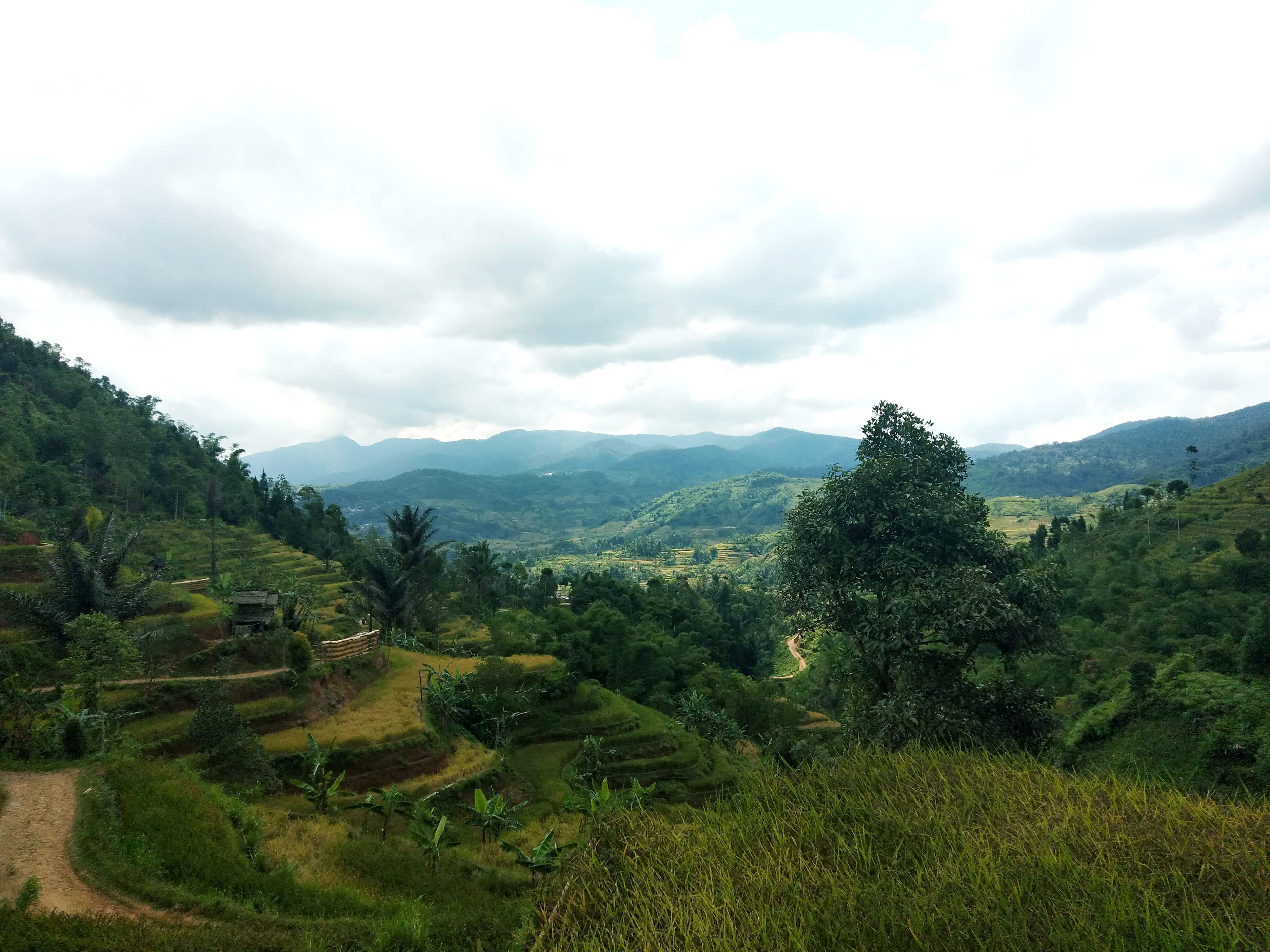
Rizières en terrasse à Ciptagelar

Le Kampung Gede Kasepuhan Ciptagelar, « grand hameau des anciens » de Ciptagelar, est un hameau coutumier (kampung adat) d'Indonésie situé dans la province de Java occidental, sur le flanc du mont Halimun, à environ 1 200 m d'altitude. Le mot kasepuhan est formé sur sepuh, qui signifie "ancien" en soundanais. Il désigne en l'occurrence un mode de vie fondé sur des traditions ancestrales, et finalement la communauté locale, qui continue de vivre de cette façon.
Dans les années 1960, la population portait encore le nom original de Perbu. Elle habitait le hameau de Ciptarasa, qui faisait partie du village de Sirnarasa. En 2001, son dirigeant coutumier, l' abah anom, a déclaré avoir reçu un ordre des ancêtres et décidé un déménagement dans le village de Sirnaresmi, situé à plus d'une douzaine de kilomètres, et nommé l'endroit Ciptagelar.
Administrativement, Ciptagelar relève du village de Sirnaresmi, dans le district de Cisolok, kabupaten de Sukabumi. Le village est situé à 14 km de Sirnaresmi, à 27 km de Cisolok, à 103 km de Sukabumi et à 203 km à l'ouest de Bandung, la capitale provinciale.
On se rend à Ciptagelar depuis Sukabumi, en prenant la route en direction de Pelabuhan Ratu. De Pelabuhan Ratu, on prend la route de Cisolok jusqu'au village de Cileungsing. De Cileungsing, on se dirige vers Simarasa jusqu'au village de Pangguyangan. De Pangguyangan, on ne peut aller à Ciptagelar qu'à pied ou à moto.

## La cérémonie duSeren Taun
Les habitants de Ciptagelar observent la cérémonie annuelle du Seren Taun. Celle-ci commence par la présentation de gerbes de riz séché depuis le lantayan (lieu où l'on suspend et sèche le riz pendant 40 jours) sur des plates-formes de bambou appelées rengkong. Le riz est transporté en musique jusqu'à un grenier communal. Trois personnes récitent alors un mantra (formule incantatoire).
Puis le chef de la communauté, l' abah anom, et son épouse, commencent à déposer les gerbes à l'intérieur du grenier. Cette cérémonie s'appelle Ngadiukeun.

## Introduction de techniques modernes
Dans l'ère moderne, le village de Ciptagelar a également commencé à introduire des techniques modernes. Parmi elles, l'établissement d'une station de télévision connue sous le nom de Ciptagelar Television ou CIGA TV qui a été fondée en 2008.
Ugi Sugriwa Raka Siwi, le chef du village de Ciptagelar, a déclaré que les villageois avaient besoin d'obtenir des informations du monde extérieur. En même temps, la chaîne de télévision diffuse des contenus locaux, comme la période agricole, qui sont rarement montrés sur les chaînes de télévision nationales. Les villageois sont heureux de l'introduction de la télévision avec un contenu axé sur le local.
Le village de Ciptagelar possède également sa propre chaîne de radio connue sous le nom de Radio Swara Ciptagelar. Bien que la station de radio ait obtenu une licence de la Régence de Sukabumi, 60% du contenu doit être lié à la vie locale.
Selon le Ministère de l'éducation et de la culture, le village de Ciptagelar utilise déjà des technologies modernes comme des turbogénérateurs et des panneaux solaires. Cependant, ils maintiennent la tradition des rituels agricoles sans l'utilisation d'outils modernes, afin de conserver la synergie entre la nature environnante.